# Адолф II фон Анхалт-Кьотен
Адолф II фон Анхалт-Кьотен (на немски: Adolf von Anhalt-Köthen; * 16 октомври 1458, Кьотен; † 24 март 1526, Мерзебург) от род Аскани, (Цербстката линия) е княз на Анхалт-Кьотен (1475 – 1508), католически епископ на Мерзебург от 1514 до 1526 г. и противник на Мартин Лутер.

## Живот
Той е вторият син на княз Адолф I фон Анхалт († 1473) и съпругата му Кордула фон Линдов-Рупин († 1 юни 1508), дъщеря на Албрехт III, граф на Линдов-Рупин. По-големият му брат е княз Магнус (1455 – 1524), с когото управлява княжеството заедно с братовчедите им Филип (1468 – 1500), син на чичо му Албрехт VI, и с Валдемар VI (1450 – 1508), най-възрастният син на княз Георг I от Анхалт-Цербст.
През 1471 г. започва да следва в унверситета в Лайпциг и става негов ректор през 1475 г. През 1490 г. е ръкоположен за свещеник и през 1508 г. се отказва от княжеството Анхалт-Кьотен.
През 1514 г. Адолф става епископ на Мерзебург, наследник на епископ Тило фон Трота († 5 март 1514). Той заповядва изгарянето на книгите на Мартин Лутер през 1520 и през 1522 г., забранява четенето на преводите му на Библията. На 3 май 1525 г. заради протестантските неспокойствия той трябва да бяга в Лайпциг.